# Croatian International
Croatian International je međunarodni badmintonski turnir koji se održava od 1999. Povremeno je to jedini međunarodni seniorski badmintonski turnir u Hrvatskoj.

## Izdanja i pobjednici
| Lokacija 1999.-... Zagreb | Rang ??-... European Badminton Circuit (EBU Circuit) 2016.-... BWF International Future Series | Naziv turnira 2013.-... Victor Croatian International ????-'12. ?? |

| Broj država | Broj natjecatelja | Broj natjecatelja | Godina                                                                          | Pojedinačno           | Pojedinačno                | Parovi                                        | Parovi                                  | Parovi                                          |
| ----------- | ----------------- | ----------------- | ------------------------------------------------------------------------------- | --------------------- | -------------------------- | --------------------------------------------- | --------------------------------------- | ----------------------------------------------- |
| Broj država | M                 | Ž                 | Godina                                                                          | M                     | Ž                          | M                                             | Ž                                       | Mix                                             |
|             |                   |                   | 1999                                                                            | Steve Junior Marvin   | Maja Pohar                 | Dmitry Miznikov Valery Strelcov               | Natalja Esipenko Natalia Golovkina      | Valery Strelcov Natalia Golovkina               |
|             |                   |                   | 2000                                                                            | Richard Vaughan       | Anu Weckstrom              | Michał Łogosz Robert Mateusiak                | Felicity Gallup Joanne Muggeridge       | Michael Beres Kara Solmundson                   |
|             |                   |                   | 2001                                                                            | Oliver Pongratz       | Karina de Wit              | Kristof Hopp Thomas Tesche                    | Erica van den Heuvel Nicole van Hooren  | Peter Steffensen Lene Mork Christiansen         |
|             |                   |                   | 2002                                                                            | Przemysław Wacha      | Petya Nedelcheva           | Vincent Laigle (1-2) Svetoslav Stoyanov (1-2) | Tammy Jenkins Rhona Robertson           | Russel Hogg Kirsteen McEwan                     |
|             |                   |                   | 2003                                                                            | Hendra Wijaya         | Pi Hongyan                 | Vincent Laigle (1-2) Svetoslav Stoyanov (1-2) | Yoshiko Iwata Miyuki Tai                | Carsten Mogensen Kamilla Rytter Juhl            |
|             |                   |                   | 2004                                                                            | Hidetaka Yamada       | Li Li                      | Daniel Glaser Dennis Von Dahn                 | Li Li Jiang Yanmei                      | Svetoslav Stoyanov Victoria Wright              |
|             |                   |                   | 2005                                                                            | Leonard Holvy de Pauw | Miyo Akao                  | Anders Kristiansen Simon Mollyhus             | Frances Liu Fan Shinta Mulia Sari       | Hendra Wijaya Frances Liu Fan                   |
|             |                   |                   | 2006                                                                            | Andrew Smith          | Petya Nedelcheva           | Chris Langridge Chris Tonks                   | Jenny Day Liza Parker                   | Chris Langridge Jenny Day                       |
|             |                   |                   | 2007                                                                            | Carl Baxter           | Guo Xin                    | Wouter Claes Frederic Mawet                   | Cai Jiani Guo Xin                       | Wouter Claes Nathalie Descamps                  |
|             |                   |                   | 2008                                                                            | Ville Lång            | Kaori Imabeppu             | Rupesh Kumar K. T. Sanave Thomas              | Maria Thorberg Kati Tolmoff             | Baptiste Careme Laura Choinet                   |
|             |                   |                   | 2009                                                                            | Peter Mikkelsen       | Anita Raj Kaur             | Mads Conrad-Petersen Mads Pieler Kolding      | Ezgi Epice Claudia Vogelsang            | Zvonimir Đurkinjak (1-3) Staša Poznanović (1-3) |
|             |                   |                   | 2010                                                                            | Ben Beckman           | Nicole Grether             | Joe Morgan James Phillips                     | Nicole Grether Charmaine Reid           | Zvonimir Đurkinjak (1-3) Staša Poznanović (1-3) |
|             |                   |                   | 2011                                                                            | Dieter Domke          | Minatsu Mitani             | Kim Astrup Sorensen Rasmus Fladberg           | Sandra-Maria Jensen Line Kjaersfeldt    | Zvonimir Đurkinjak (1-3) Staša Poznanović (1-3) |
|             |                   |                   | 2012                                                                            | Lukas Schmidt         | Kana Ito                   | Jacco Arends Jelle Maas                       | Samantha Barning Eefje Muskens          | Jacco Arends Ilse Vaessen                       |
|             |                   |                   | 2013                                                                            | Wisnu Haryo Putro     | Natalia Perminova          | Christopher Rusdianto Trikusuma Wardhana      | Irina Khlebko Ksenia Polikarpova        | Niclas Nohr Rikke Søby Hansen                   |
|             |                   |                   | 2014                                                                            | Lukas Schmidt (2)     | Mette Poulsen              | Mathias Christiansen David Daugaard           | Julie Finne-Ipsen Rikke Søby Hansen     | Niclas Nohr (2) Sara Thygesen                   |
|             |                   |                   | 2015                                                                            | Eric Pang             | Elena Komendrovskaya (1-2) | Peter Briggs Tom Wolfenden                    | Maiken Fruergaard Camilla Martens       | Zvonimir Đurkinjak (4-5) Mateja Čiča (1-2)      |
|             |                   |                   | 2016                                                                            | Marius Myhre          | Elena Komendrovskaya (1-2) | Zvonimir Đurkinjak Filip Špoljarec            | Ksenia Evgenova Elena Komendrovskaja    | Zvonimir Đurkinjak (4-5) Mateja Čiča (1-2)      |
|             |                   |                   | 2017                                                                            | Kasper Lehikoinen     | Anne Hald                  | Zvonimir Đurkinjak (2) Zvonimir Hoelbling     | Kristin Kuuba Helina Rüütel             | Matthew Clare Victoria Williams                 |
|             |                   |                   | 2018                                                                            | Daniel Nikolov        | Mariya Mitsova             | Peter Lang Thomas Legleitner                  | Ksenia Evgenova (2) Anastasiia Semenova | Paweł Pietryja Aneta Wojtkowska                 |
|             |                   |                   | 2019                                                                            | B.M. Rahul Bharadwaj  | Laura Sárosi               | Emil Lauritzen Mads Muurholm                  | Debora Jille Alyssa Tirtosentono        | Emil Lauritzen Iben Bergstein                   |
| •           | •                 | •                 | 2020                                                                            | otkazan               | otkazan                    | otkazan                                       | otkazan                                 | otkazan                                         |
| •           | •                 | •                 | 2021                                                                            | otkazan               | otkazan                    | otkazan                                       | otkazan                                 | otkazan                                         |
|             |                   |                   | 2022                                                                            | Liu Hai Chao          | Huang Ching Ping           | Chiu Hsiang Chieh Yang Ming-Tse               | Qiao Shi Jun Zhou Xin Ru                | Chiu Hsiang Chieh Lin Xiao Min                  |
|             |                   |                   | 2023 Arhivirana inačica izvorne stranice od 26. veljače 2024. (Wayback Machine) | Daniil Dubovenko      | Milena Schnider            | Robert Cybulski Szymon Slepecki               | Paulina Hankiewicz Kornelia Marczak     | Samuel Jones Sian Kelly                         |

Najbolji pojedinačni muški rezultat je finale Zvonimira Đurkinjaka 2017. i Aria Dinate 2023., a ženski polufinale Maje Pavlinić 2017.

### Statistika (2019.)
|                                | Badmintonaš(ica)     | Pobjede | Pobjede | Pobjede | Pobjede |
| Σ                              | Badmintonaš(ica)     | S       | D       | X       |         |
| ------------------------------ | -------------------- | ------- | ------- | ------- | ------- |
| M                              | Zvonimir Đurkinjak   | 7       | 0       | 2       | 5       |
| Ž                              | Elena Komendrovskaya | 3       | 2       | 1       | 0       |
| Ž                              | Staša Poznanović     | 3       | 0       | 0       | 3       |
| M                              | Svetoslav Stoyanov   | 3       | 0       | 2       | 1       |
| ostali najviše po kategorijama |                      |         |         |         |         |
| Ž                              | Ksenia Evgenova      | 2       | 0       | 2       | 0       |
| M                              | Lukas Schmidt        | 2       | 2       | 0       | 0       |

|     | Parovi             | Parovi             | Pobjede |   |
| --- | ------------------ | ------------------ | ------- | - |
| mix | Zvonimir Đurkinjak | Staša Poznanović   | Pobjede | 3 |
| mix | Zvonimir Đurkinjak | Mateja Čiča        | 2       |   |
| M   | Vincent Laigle     | Svetoslav Stoyanov | 2       |   |

## Vanjske poveznice
- Croatian Badminton International
- BE
- BWF